# Сереброкальций
Сереброкальций — бинарное неорганическое соединение, интерметаллид
серебра и кальция
с формулой CaAg,
кристаллы.

## Получение
- Сплавление стехиометрических количеств чистых веществ:

{\displaystyle {\mathsf {Ag+Ca\ {\xrightarrow {666^{o}C}}\ AgCa}}}

## Физические свойства
Сереброкальций образует кристаллы
ромбической сингонии, пространственная группа C mc21, параметры ячейки a = 0,4058 нм, b = 1,1457 нм, c = 0,4654 нм, Z = 4,
структура типа борида хрома CrB
.
Соединение конгруэнтно плавится при температуре 666 °C (656 °C).